# Bataille d'Aiken
Guerre de Sécession
Batailles
- Rivers' Bridge
- Aiken
- Congaree Creek (en)
- Columbia (en)
- Wyse Fork
- Monroe's Cross Roads
- Averasborough
- Bentonville
- Morrisville (en)
- Bennett Place

La bataille d'Aiken est un combat livré, du 11 au 13 février 1865, dans la localité du même nom, sur le territoire de la Caroline du Sud, pendant la campagne des Carolines, durant la guerre de Sécession.

## Contexte
En quittant Savannah (Géorgie), pour entamer sa marche vers la mer, William T. Sherman s'est fixé pour objectif la Caroline du Sud, le premier État à avoir fait sécession en 1861. C'est en cherchant à masquer sa progression vers Columbia, la capitale de l'État, que Sherman voit une partie de ses troupes impliquées dans la bataille d'Aiken.

Carte de l'avancée de Sherman d'Atlanta à Savannah (marche vers la mer) puis à Goldsboro (campagne des Carolines).

Le 1er février, les Nordistes envahissent la Géorgie. Alors que la ville de Columbia constitue son objectif réel, Sherman veut entretenir le doute quant à ses intentions. La moitié de ses effectifs, placée sous le commandement du major-général Oliver O. Howard a été expédiée par bateau de Savannah à Beaufort. Arrivées à bon port, les troupes se mettent en marche, apparemment vers Charleston. Pendant ce temps, la seconde moitié de l'armée de Sherman, commandée par le général Henry Slocum et comprenant la cavalerie de Judson Kilpatrick, remonte le fleuve Savannah le long de la rive de Géorgie, pour traverser le fleuve et pénétrer sur le territoire de la Caroline à Sister’s Ferry (à proximité de la localité moderne de Clyo, en Caroline du Sud). Leur mouvement semble les porter vers Augusta, où se trouvent des usines de munitions travaillant pour la Confédération. Comme l'avait prévu Sherman, les militaires confédérés et les populations civiles cherchent à deviner s'il va attaquer Augusta ou Charleston.
Le 6 février, les cavaliers de Kilpatrick arrivent à Barnwell, qu'ils pillent et incendient. Deux jours plus tard, ils atteignent la localité ferroviaire de Blackville, sur la ligne reliant Augusta à Charleston. Ils y détruisent la gare, les voies et plusieurs wagons de chemin de fer. Le 9 février, Kilpatrick et ses hommes entrent sur le territoire du comté d'Aiken, près de White Pond. C'est là qu'ils entrent en contact avec un régiment confédéré, commandé par Charles C. Crew et appartenant à la cavalerie de Joseph Wheeler.
À Augusta, le major-général confédéré Daniel Harvey Hill commande la zone depuis le 19 janvier 1865. Il dispose, pour la défendre de l'avancée de Sherman, de la milice de Géorgie, avec à sa tête le major-général Gustavus Woodson Smith et de l'ancien corps de Hardee, issu de l'Armée du Tennessee et commandé par le major-général Benjamin Franklin Cheatham. Hill organise ses unités, qui comptent environ 3 000 hommes, de manière à former une ligne défensive allant d'Augusta à Big Horse Creek.
Entre cette ligne de défense et la cavalerie de Kilpatrick en approche, opèrent les Confédérés appartenant au corps de cavalerie de Wheeler et à la Home Guard d'Aiken. Après plusieurs accrochages entre la cavalerie de Kilpatrick et celle de Wheeler (à White Pond et à Johnson's Station), les Confédérés se regroupent à Aiken, où Wheeler élabore un plan pour surprendre et prendre au piège les hommes de Kilpatrick.
Durant leur avance sur Aiken, les hommes de  Kilpatrick appliquent la politique de la terre brûlée qui accompagne alors toutes les opérations de Sherman et de ses subordonnés. La population civile, prise de panique devant l'étendue des exactions, commence à fuir, traversant Aiken pour gagner Augusta.

## Forces en présence

### Confédération
Major-général Joseph Wheeler

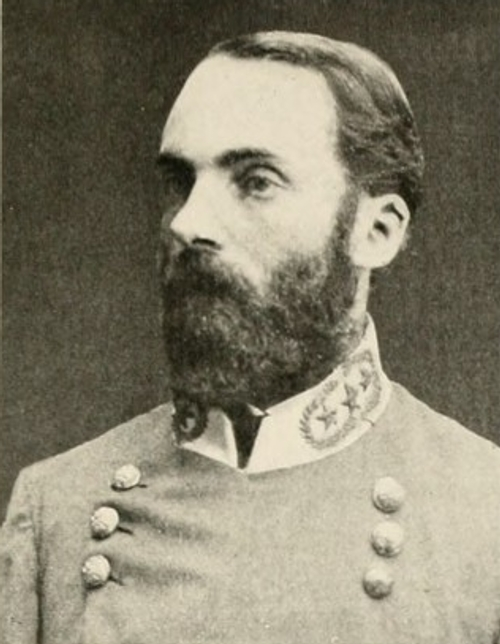
Joseph Wheeler.

- Aiken Home Guard (capitaine T. F. Percival).
- Division Allen
  - Brigade Anderson : 3rd Confederate Cavalry, 8th Confederate Cavalry, 10th Confederate Cavalry, 5th Georgia Cavalry.
  - Brigade Hagan : 1st Alabama Cavalry, 3rd Alabama Cavalry, 9th Alabama Cavalry, 12th Alabama Cavalry, 51st Alabama Cavalry.
  - Brigade Crew : 1st Georgia Cavalry, 2nd Georgia Cavalry, 3rd Georgia Cavalry, 6th Georgia Cavalry.
- Division Humes
  - Brigade Dibrell :  4th Tennessee Cavalry, 11th Tennessee Cavalry, Shaw’s Tennessee Battalion.
  - Brigade Asby : 1st Tennessee Cavalry, 2nd Tennessee Cavalry, 5th Tennessee Cavalry, 9th Tennessee Cavalry.
  - Brigade Harrison : 3rd Arkansas Cavalry, 8th Tennessee Cavalry, 8th Texas Cavalry (Terry’s Texas Rangers), 11th Texas Cavalry[1].

### Union

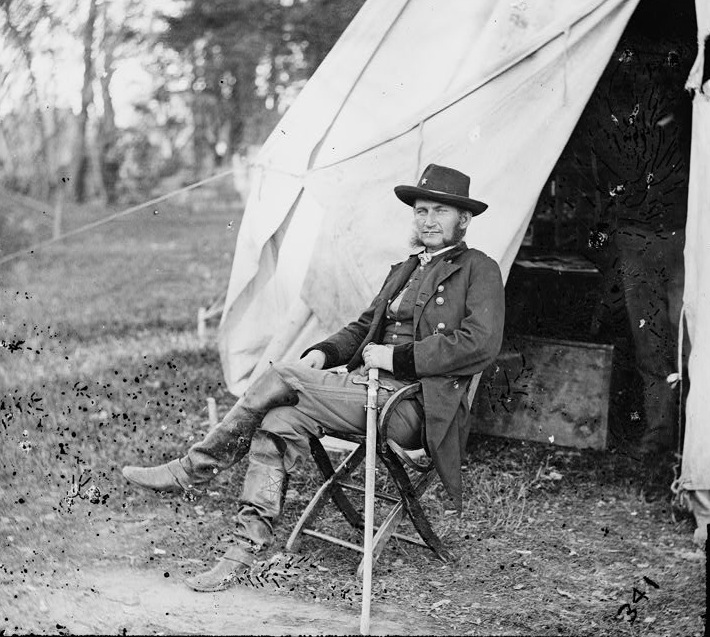
Hugh Judson Kilpatrick.

Major-général Hugh Judson Kilpatrick
- 4e brigade (Way), en réserve.
- 3e brigade (Spencer) (retenue à Windsor).
- 1re brigade (Jordan) (retenue à Montmorenci).
- 2e brigade (Atkins), à Aiken : 92nd Illinois Mounted Infantry, 9th Michigan Cavalry, 9th Ohio Cavalry, 10th Ohio Cavalry, 10th Wisconsin Light Artillery[1].

## Combats
Wheeler ordonne à sa cavalerie de former un « V » pointé vers l'ouest et vers Augusta, la ligne de chemin de fer et Park Avenue coupant le « V » en son centre. Une mince ligne de tirailleurs est déployée entre les deux extrémités du V, parallèlement à Williamsburg Street. À l'arrivée de Kilpatrick, la ligne doit se replier vers l'ouest. Wheeler compte sur l'impétuosité de Kilpatrick et parie sur le fait que celui-ci va charger à la poursuite des tirailleurs battant en retraite. Les Confédérés n'auront plus alors qu'à l'accueillir au fond de l'entonnoir en « V » et à l'encercler.
Le 11 février, une partie des forces de Kilpatrick entre dans Aiken et, trompée par le stratagème de Wheeler et par l'accueil faussement amical des dames de la ville massées au fenêtres, tombe dans le piège tendu par les Confédérés. Mais ces derniers sont trahis dans leurs intentions par le feu prématuré d'un régiment de l'Alabama. Le combat s'engage alors et dure toute la journée, mêlant charges et contre-attaques de cavalerie, corps à corps et salves d'artillerie jusqu'au soir. Les hommes de Kilpatrick, parvenant à se dégager, se regroupent dans des retranchements préparés à l'avance autour de Montmorenci. Des escarmouches continuent le lendemain 12 février. Sur le soir, les Nordistes hissent un drapeau blanc et demandent une trêve pour récupérer les blessés et enterrer les morts. Le 13, Kilpatrick quitte Aiken pour rejoindre Sherman en route vers Columbia. Wheeler et ses Confédérés l'imitent, tentant d'atteindre la ville avant Sherman pour participer à la défense de la capitale de l'État.

## Bilan
Des deux côtés, les officiers minimisent leurs pertes et exagèrent celle de l'ennemi.
Selon Kilpatrick, Wheeler déplore 31 morts, 160 blessés, et 60 prisonniers, soit un total de 251 pertes pour les Confédérés. Wheeler, pour sa part, reconnait un total de 50 morts et blessés. Il prétend que l'attaque confédérée a coûté aux Fédéraux 53 morts, 270 blessés et 172 prisonniers, soit un total de 495 pertes. Kilpatrick ne reconnait que 25 tués ou blessés, et moins de 20 prisonniers. Les pertes fédérales s'établissent donc entre 45 et 495, tandis que les pertes confédérées naviguent entre 50 et 251. Vingt soldats de l'Union reposent dans le cimetière de la First Baptist Church et deux cavaliers originaires du Tennessee sont enterrés dans le cimetière de St. Thaddeus. Il est probable que les corps des autres victimes confédérées furent renvoyés dans leurs foyers.
Après Aiken, Wheeler est considéré comme un héros par les habitants de la localité, par le gouverneur de Caroline du Sud et par le général D. H. Hill. Tous estiment que, sans opposition de sa part, Kilptrick aurait vraisemblablement poursuivi la destruction de la voie de chemin de fer jusqu'à Hamburg, d'où il aurait bombardé l'arsenal d'Augusta depuis l'autre rive. Peut-être aurait-il même attaqué la ville et les Confédérés auraient dû l'incendier pour éviter qu'elle ne tombe entre ses mains.
Intervenant à la fin de la guerre de Sécession et au beau milieu de la débâcle confédérée, la bataille d'Aiken ne figure pas en tête dans les annales du conflit. Localement, la bataille est considérée comme une affaire d'importance. Elle aurait en effet empêché la destruction de la capitale de l'État et de son économie, mettant la région dans une situation favorable pour affronter la période de la Reconstruction.